# Estação Ribela
Estação Ribela será uma futura estação pertencente à Metro do Porto para aumentar a Linha C até 2030 do projeto Metro Do Porto 3.0.